# Nico Baracchi
Nico Baracchi (ur. 19 kwietnia 1957 w Celerina/Schlarigna, zm. 24 marca 2015 tamże) – szwajcarski bobsleista i skeletonista, dwukrotny medalista mistrzostw świata.

## Kariera
Pierwszy sukces w karierze Nico Baracchi osiągnął w 1982 roku, zdobywając srebrny medal w skeletonie podczas mistrzostw świata w St. Moriz. W zawodach tych lepszy okazał się jedynie Austriak Gert Elsässer. Na rozgrywanych siedem lat później mistrzostwach świata w Cortina d'Ampezzo wspólnie z Christianem Reichem, Donatem Acklinem i René Mangoldem wywalczył srebrny medal w bobslejowych czwórkach. Ponadto w sezonie 1988/1989 zajął trzecie miejsce w klasyfikacji dwójek i kombinacji Pucharu Świata. Nigdy nie wystąpiła na igrzyskach olimpijskich.